# Tüpfelplatte

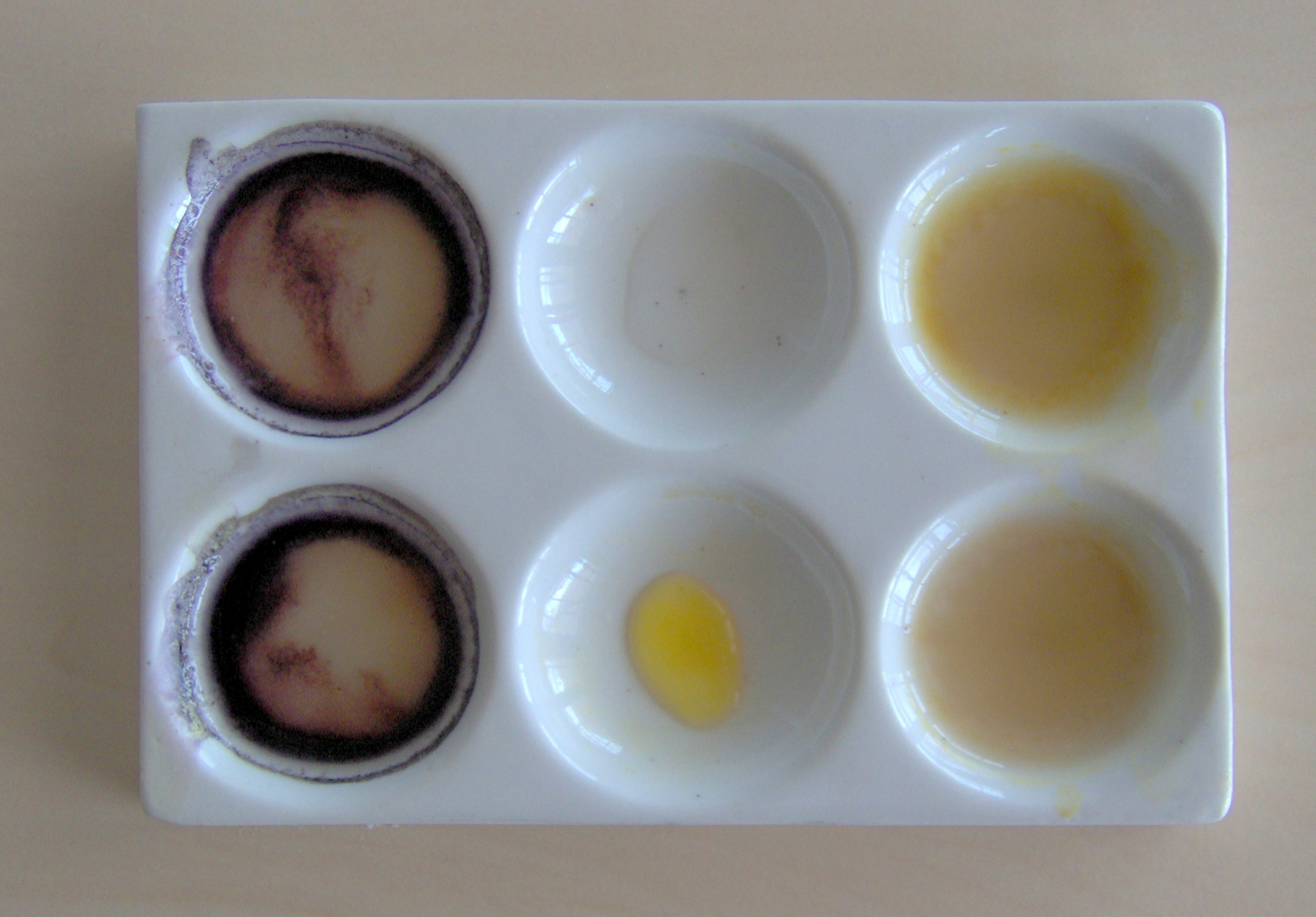
Eine auf einer Tüpfelplatte durchgeführte Nachweisreaktion: Die Iodprobe.

Auf einer Tüpfelplatte, seltener auch Testplatte genannt, werden im chemischen Labor Tüpfelreaktionen (Farbreaktionen oder Fällungsreaktionen) in Halbmikroarbeitsweise durchgeführt.
Tüpfelplatten werden meist aus Porzellan (weiß oder schwarz), Glas oder Polypropylen gefertigt und enthalten an der Oberfläche näpfchenartige Vertiefungen.

## Verwendung
In der Werkstoffprüfung, der Abwasser-Analytik, im Umweltschutz, in der forensischen Chemie, bei Vorproben in der Mineralienanalyse und bei vielen anderen chemisch-analytischen Fragestellungen benutzt man Tüpfelplatten, besonders zum Nachweis von Schwermetallionen durch Tüpfelreaktionen.
Sie werden auch beim Einfärben von Präparaten in der Mikroskopie oder beim Sortieren kleiner Proben verwendet. Auch bei qualitativen Schnelltests für Betäubungsmittel lässt man die Substanz mit der Reagenz meist auf einer Tüpfelplatte reagieren.